# Hässjaån
Hässjaån är en å i Ovanåkers kommun, Gävleborgs län. Längd ca 45 km, inkl källflöden 65 km. Avrinningsområdet är ca 250 km² och medelvattenföringen 2,66 m³ (enl SMHI). 
Vattendraget har sina källor i Orrtjärnsmyran resp Högkölsmyran 430 m ö h i Färila socken i Ljusdals kommun. Till en början kallas huvudfåran Finnån (den från Högkölsmyran ca 15 km SV om Färila), vid Övre Bursjön byter den namn till Lindån och efter Stugsjön kallas den Stugsjöströmmen. Men från Nedre Bursjön kallas vattendraget allmänt Hässjaån, strömmar allt oftare genom jordbruksbygd och mynnar slutligen via Norrsjön i älven Voxnan i Ljusnans avrinningsområde.    
Under sin färd passerar ån bland annat byarna Ryggesbo, Långhed och Hässja. Ån går även genom ett relativt stort antal sjöar, de s k "Hässjavattnen"     (hög "sjöprocent" i avrinningsområdet). Bland viktigare biflöden kan nämnas Karsbosjöån från höger och Ålakarsbäcken från vänster.  
Relativt rikligt med harr men mera sparsamt med öring finns i de talrika strömmarna.